# 프세우도미르멕스아과
프세우도미르멕스아과(Pseudomyrmecinae)는 개미과에 속하는 곤충 아과 분류군의 하나로, 3개 속을 포함하고 있으며 조금 진화가 덜 된 아과이다. 프세우도미르멕스아과의 개미들은 말벌과 비슷하며, 각 개체가 따로 먹이를 찾고 (집단 사냥을 가는 다른 개미들과는 달리) 침이 존재하며 침을 쓸 수 있다.

## 하위 속
- Myrcidris Ward, 1990
- 프세우도미르멕스속 (Pseudomyrmex) Lund, 1831
- Tetraponera Smith, 1852